# Fort Yates (Észak-Dakota)
Fort Yates település az Amerikai Egyesült Államok Észak-Dakota államában, Sioux megyében, melynek megyeszékhelye is. Lakosainak száma 176 fő (2020. április 1.).

## Népesség
A település népességének változása:

| 2010 | 184 |
| 2020 | 176 |